# 스티븐 헨드리

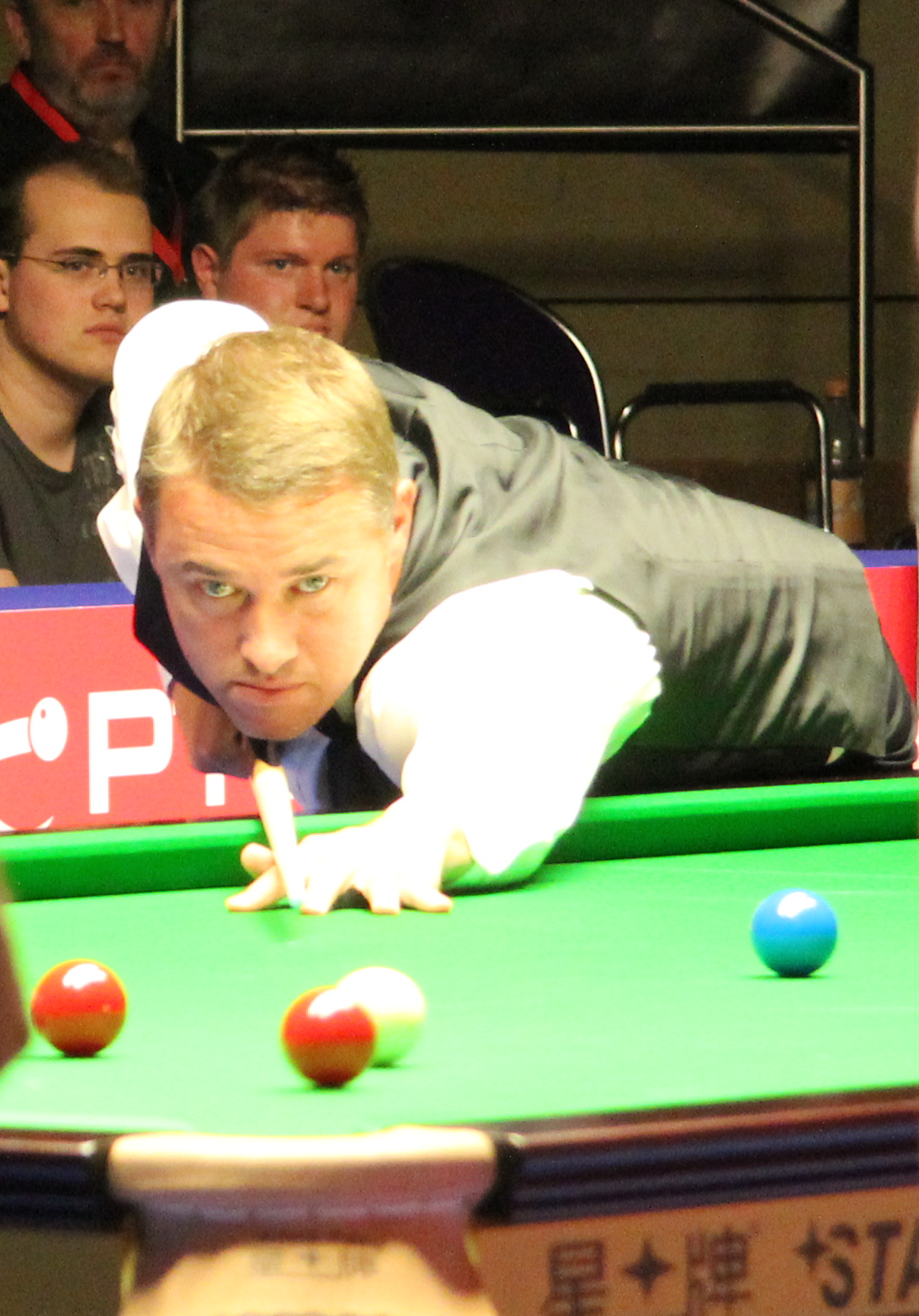
스티븐 헨드리 (2011년)

스티븐 헨드리(Stephen Gordon Hendry, MBE, 1969년 1월 13일 ~ )는 영국 스코틀랜드의 스누커 선수이다.
1985년부터 2012년까지 프로 선수로 활동하면서 세계 스누커 선수권 대회 7회 우승(1990, 1992, 1993, 1994, 1995, 1996, 1999) 등 화려한 경력을 남겼다.

## 서훈
- 1993년 대영 제국 훈장 5등급(MBE) 수훈[1]